# Солдатов, Владимир Николаевич
Владимир Николаевич Солдатов (род. 21 января 1969) — советский и российский хоккеист, нападающий. Тренер.

## Биография
Воспитанник хоккейной школы ЦСКА. С семи лет занимался под руководством Александра Виноградова, через два года тренером стал Эдуард Иванов. Начинал играть в командах низших лиг СКА МВО Калинин (1988/89), «Буран» Воронеж (1989/90 — 1990/91), «Аргус» Москва (1991/92), «Вятич» Рязань (1992/93 — 1993/94), «Коминефть» / «КомиТЭК» (Нижний Одес, 1995/96 — 1996/97). В сезонах 1995/96 — 2000/01 выступал за «Химик» Воскресенск, провёл четыре сезона в МХЛ и Суперлиге. Также играл за «Стандарт» (Менделеево, 1998/99) и «Титан» Клин (2000/01)
Затем — тренер в московской хоккейной школе «Белые медведи». Среди воспитанников — Илья Сафонов.